# Ballylanders
Ballylanders (iriska: Baile an Londraigh) är en ort i republiken Irland.   Den ligger i grevskapet County Limerick och provinsen Munster, i den centrala delen av landet, 180 km sydväst om huvudstaden Dublin. Ballylanders ligger 150 meter över havet och antalet invånare är 331.
Terrängen runt Ballylanders är platt norrut, men söderut är den kuperad.Runt Ballylanders är det glesbefolkat, med 11 invånare per kvadratkilometer. Närmaste större samhälle är Mitchelstown, 13,0 km söder om Ballylanders. Trakten runt Ballylanders består i huvudsak av gräsmarker.